# Una mirada a la oscuridad
Una mirada a la oscuridad es una novela de ciencia ficción, publicada en 1977, escrita por Philip K. Dick. La historia autobiográfica está situada en un distópico Orange County, California, en el futuro junio de 1994. Este libro puede ser considerado como la máxima declaración de Dick acerca del abuso de drogas, además de ser una vívida muestra del lenguaje hippie y la cultura de las drogas.
Los protagonistas Charles Freck, Bob Arctor, Donna Hawthorne, Ernie Luckman y James Barris son un grupo de drogadictos que consumen la Sustancia M, también llamada Muerte Lenta.

## Adaptación cinematográfica
Se realizó una adaptación cinematográfica dirigida por Richard Linklater y protagonizada por Keanu Reeves, Winona Ryder, Woody Harrelson, Robert Downey Jr. y Rory Cochrane. A Scanner Darkly contó con Steven Soderbergh y George Clooney como productores ejecutivos. Se estrenó en 2006.